# اگنس گراتی
اگنس گراتی (به انگلیسی: Agnes Geraghty) (زادهٔ ۲۶ نوامبر ۱۹۰۷) شناگر اهل ایالات متحده آمریکا است.